# 埃費·阿克曼
埃費·阿克曼（土耳其語：Efe Akman，2006年3月2日—），土耳其足球運動員，司職後腰，現效力於土超加拉塔薩雷。

## 職業生涯
阿克曼是加拉塔薩雷自家成長的青訓球員，曾協助加拉塔薩雷U16贏得聯賽冠軍。2023年2月，加拉塔薩雷為了獲得尼科洛·扎尼奥洛，同意義甲羅馬擁有阿克曼的優先轉會權。2024年1月7日，他的職業生涯首秀在土超聯賽中3-0戰勝科尼亞體育的比賽中替補上場，同年7月13日，俱樂部與他簽定了一份為期四年的合同。

## 國家隊生涯
阿克曼是土耳其國家青年球員，曾代表該國參加2022年歐洲17歲以下足球錦標賽。

## 個人生活
阿克曼是前土耳其國家隊成員艾漢·阿克曼之子，他的兄長哈姆扎曾與他同隊。他的表兄阿里·阿克曼同樣也是職業足球員。

## 外部連結
- 埃費·阿克曼位于土耳其足协的网页
- Soccerway資料庫：埃費·阿克曼
- 埃費·阿克曼在BDFutbol中的档案